# 阿里·巴盖里
阿里·巴盖里·卡尼（波斯語：‎，1967年10月—），伊朗外交家，代理外交部长。巴盖里自2021年9月起担任伊朗外交部副部长。据报道，巴盖里与原则主义派关系密切，是伊朗最高领袖阿里·哈梅內伊核心圈子成员。